# Agni-VI
Agni-VI (IAST: Agni "Fuego") es un misil balístico intercontinental con capacidad MIRV desarrollado por la Organización de Investigación y Desarrollo de Defensa (DRDO) para el Comando de Fuerzas Estratégicas (SFC) de las Fuerzas Armadas de India.